# Storbron
Storbron este o arie protejată (arie specială de conservare — SAC, sit de importanță comunitară — SCI) din Suedia întinsă pe o suprafață de 248,9 ha, integral pe uscat.

## Localizare
Centrul sitului Storbron este situat la coordonatele 61°23′25″N 12°51′10″E / 61.3904°N 12.8527°E.

## Înființare
Situl Storbron a fost declarat sit de importanță comunitară în mai 2001 pentru a proteja un număr necunoscut de specii din flora spontană și fauna sălbatică aflate în arealul zonei. Situl a fost protejat și ca arie specială de conservare în martie 2011.

## Biodiversitate
Situată în ecoregiunea alpină, aria protejată conține 7 habitate naturale: Râuri naturale fino-scandinave, Mlaștini turboase de tranziție și turbării mișcătoare, Liziere de ierburi înalte hidrofile de câmpie și de nivel montan până la alpin, Cursuri de apă de la nivel de câmpie la nivel montan, cu vegetație Ranunculion fluitantis și Callitricho-Batrachion, Taiga vestică, Izvoare fino-scandinave și mlaștini produse de izvoare bogate în minerale, Mlaștini împădurite.
La baza desemnării sitului se află un număr nedeclarat de specii protejate.